# Hylodes vanzolinii
Espèce
Statut de conservation UICN

 DD  : Données insuffisantes
Hylodes vanzolinii est une espèce d'amphibiens de la famille des Hylodidae.

## Répartition
Cette espèce est endémique du parc national de Caparaó dans l'État du Minas Gerais au Brésil. Elle est présente à environ 2 300 m d'altitude,.

## Description
Hylodes vanzolinii mesure entre 29 mm et 37,3 mm.

## Étymologie
Cette espèce est nommée en l'honneur de Paulo Emilio Vanzolini.

## Publication originale
- Heyer, 1982 : Two new species of the frog genus Hylodes from Caparaó, Minas Gerais, Brazil (Amphibia: Leptodactylidae). Proceedings of the Biological Society of Washington, vol. 95, no 2, p. 377-385 (texte intégral).